# Beverly Hills, 90210 (2.ª temporada)
A segunda temporada de Beverly Hills, 90210, uma série de televisão norte-americana de drama adolescente, começou a ser exibida em 11 de julho de 1991 na rede de televisão Fox. A temporada terminou em 7 de maio de 1992, após 28 episódios. Esta temporada segue os amigos durante o primeiro ano do colegial, lidando com questões cotidianas de adolescentes, como sustos na gravidez, sexo, rebelião adolescente, divórcio, abuso de álcool, uso de drogas, adoção, discriminação racial, agressão sexual, transtornos mentais, luto e morte.
A segunda temporada foi ao ar nas noites de quinta-feira nos Estados Unidos, com uma média de 17,6 milhões de telespectadores por semana. A temporada foi lançada em DVD como um conjunto de oito discos sob o título de Beverly Hills, 90210: The Complete Second Season em 2007 pela CBS DVD.

## Enredo
A segunda temporada segue a turma quando o ano letivo chega ao fim e quando começa o verão, mas o drama continua a percorrer os amigos à medida que velhos e novos relacionamentos começam a florescer, mas sem o conhecimento deles seu maior teste vem durante o ano letivo que se aproxima, que ameaça deixar corações partidos e escolhas difíceis no seu caminho.

## Elenco e personagens

### Regular
- Jason Priestley como Brandon Walsh (28 episódios)
- Shannen Doherty como Brenda Walsh (28 episódios)
- Jennie Garth como Kelly Taylor (27 episódios)
- Ian Ziering como Steve Sanders (28 episódios)
- Gabrielle Carteris como Andrea Zuckerman (27 episódios)
- Luke Perry como Dylan McKay (28 episódios)
- Brian Austin Green como David Prata (28 episódios)
- Tori Spelling como Donna Martin (28 episódios)
- Carol Potter como Cindy Walsh (28 episódios)
- James Eckhouse como Jim Walsh (28 episódios)

### Recorrente
- Joe E. Tata como Nat Bussichio
- Douglas Emerson como Scott Scanlon
- Christine Elise como Emily Valentine

## Episódios
| N.º na série | N.º na temp. | Título                                        | Dirigido por      | Escrito por                     | Exibição original       | Cód. de produção | Audiência (milhões) |
| ------------ | ------------ | --------------------------------------------- | ----------------- | ------------------------------- | ----------------------- | ---------------- | ------------------- |
| 23           | 1            | "Beach Blanket Brandon"                       | Charles Braverman | Darren Star                     | 11 de julho de 1991     | 2191022          | 19,1                |
| 24           | 2            | "The Party Fish"                              | Daniel Attias     | Charles Rosin                   | 18 de julho de 1991     | 2191023          | 16,0                |
| 25           | 3            | "Summer Storm"                                | Charles Braverman | Steve Wasserman & Jessica Klein | 25 de julho de 1991     | 2191024          | 18,1                |
| 26           | 4            | "Anaconda"                                    | Daniel Attias     | Jonathan Roberts                | 1 de agosto de 1991     | 2191025          | 15,4                |
| 27           | 5            | "Play it Again, David"                        | Charles Braverman | Sherri Ziff                     | 8 de agosto de 1991     | 2191026          | 17,4                |
| 28           | 6            | "Pass/Not Pass"                               | Jefferson Kibbee  | Allison Adler                   | 15 de agosto de 1991    | 2191027          | 16,1                |
| 29           | 7            | "Camping Trip"                                | Jeff Melman       | Karen Rosin                     | 29 de agosto de 1991    | 2191028          | 17,0                |
| 30           | 8            | "Wild Fire"                                   | Daniel Attias     | Steve Wasserman & Jessica Klein | 12 de setembro de 1991  | 2191029          | 17,7                |
| 31           | 9            | "Ashes to Ashes"                              | Charles Braverman | Charles Rosin & Judi Ann Mason  | 19 de setembro de 1991  | 2191030          | 19,0                |
| 32           | 10           | "Necessity is a Mother"                       | Jefferson Kibbee  | Steve Wasserman & Jessica Klein | 26 de setembro de 1991  | 2191031          | 16,5                |
| 33           | 11           | "Leading from the Heart"                      | Daniel Attias     | Darren Star                     | 10 de outubro de 1991   | 2191032          | 15,9                |
| 34           | 12           | "Down and Out (of District) in Beverly Hills" | Charles Braverman | Karen Rosin & Allison Adler     | 17 de outubro de 1991   | 2191033          | 15,0                |
| 35           | 13           | "Halloween"                                   | Michael Katleman  | Jonathan Roberts                | 31 de outubro de 1991   | 2191034          | 16,6                |
| 36           | 14           | "The Next 50 Years"                           | Daniel Attias     | Karen Rosin & Charles Rosin     | 7 de novembro de 1991   | 2191035          | 22,3                |
| 37           | 15           | "U4EA"                                        | Charles Braverman | Allison Adler                   | 14 de novembro de 1991  | 2191036          | 20,8                |
| 38           | 16           | "My Desperate Valentine"                      | Jeff Melman       | Michael Swerdlick               | 21 de novembro de 1991  | 2191037          | 28,7                |
| 39           | 17           | "Chuckie's Back"                              | Bradley Gross     | Steve Wasserman & Jessica Klein | 12 de dezembro de 1991  | 2191038          | 18,2                |
| 40           | 18           | "A Walsh Family Christmas"                    | Darren Star       | Darren Star                     | 19 de dezembro de 1991  | 2191039          | 22,6                |
| 41           | 19           | "Fire and Ice"                                | Jeff Melman       | Carl Sautter                    | 9 de janeiro de 1992    | 2191040          | 19,6                |
| 42           | 20           | "A Competitive Edge"                          | David Carson      | Douglas Brooks West             | 23 de janeiro de 1992   | 2191042          | 18,7                |
| 43           | 21           | "Everybody's Talkin' `Bout It"                | Daniel Attias     | Karen Rosin & Charles Rosin     | 6 de fevereiro de 1992  | 2191043          | 19,0                |
| 44           | 22           | "And Baby Makes Five"                         | Bill D'Elia       | Steve Wasserman & Jessica Klein | 13 de fevereiro de 1992 | 2191044          | 16,7                |
| 45           | 23           | "Cardio-Funk"                                 | Daniel Attias     | Steve Wasserman & Jessica Klein | 27 de fevereiro de 1992 | 2191041          | 21,3                |
| 46           | 24           | "The Pit and the Pendulum"                    | Daniel Attias     | Larry Barber & Paul Barber      | 19 de março de 1992     | 2191045          | 17,2                |
| 47           | 25           | "Meeting Mr. Pony"                            | Bradley Gross     | Jonathan Lemkin                 | 2 de abril de 1992      | 2191046          | 20,9                |
| 48           | 26           | "Things to Do on a Rainy Day"                 | Bethany Rooney    | Jonathan Roberts & Maria Semple | 23 de abril de 1992     | 2191047          | 19,5                |
| 49           | 27           | "Mexican Standoff"                            | Bradley Gross     | Steve Wasserman & Jessica Klein | 30 de abril de 1992     | 2191048          | 15,8                |
| 50           | 28           | "Wedding Bell Blues"                          | Charles Braverman | Darren Star                     | 7 de maio de 1992       | 2191049          | 21,4                |